# Amelanchier ovalis
Amelanchier ovalis, comummente conhecida como nespereira-das-rochas, é uma espécie de plantas com flor, pertencente à família das rosáceas e ao tipo biológico dos fanerófitos.

## Nomes comuns
Além de nespereira-das-rochas, dá ainda pelos seguintes nomes comuns: amelanquer e amelanqueiro.

## Distribuição
Marca presença no Sul e no Centro do continente europeu, bem como na orla mediterrânica, abarcando as regiões da Córsega, Sardenha, Anatólia, Líbano e do Norte de África. Encontra-se, ainda, nos Alpes, até aos 2100 metros de altitude.

### Portugal
Esta espécie é nativa de Portugal Continental, sendo que a sua distribuição se confina às zonas do Nordeste Montanhoso, do Nordeste Leonês e da Terra Quente Transmontana.

### Habitat
Trata-se de uma espécie rupícola, que cresce em zonas de bosques, matagais e matos e zonas rochosas, privilegiando os solos básicos.

## Descrição

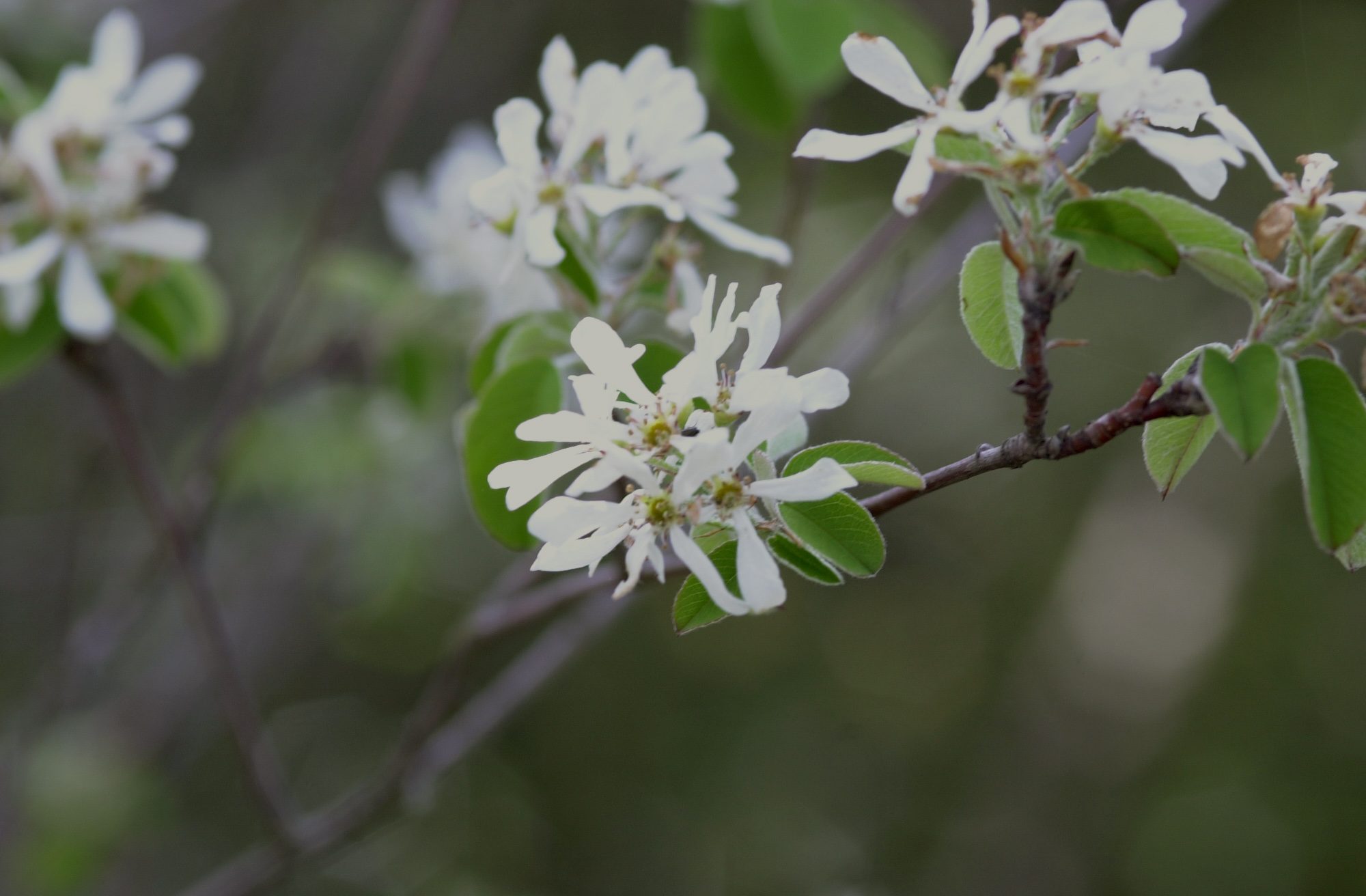
Flores

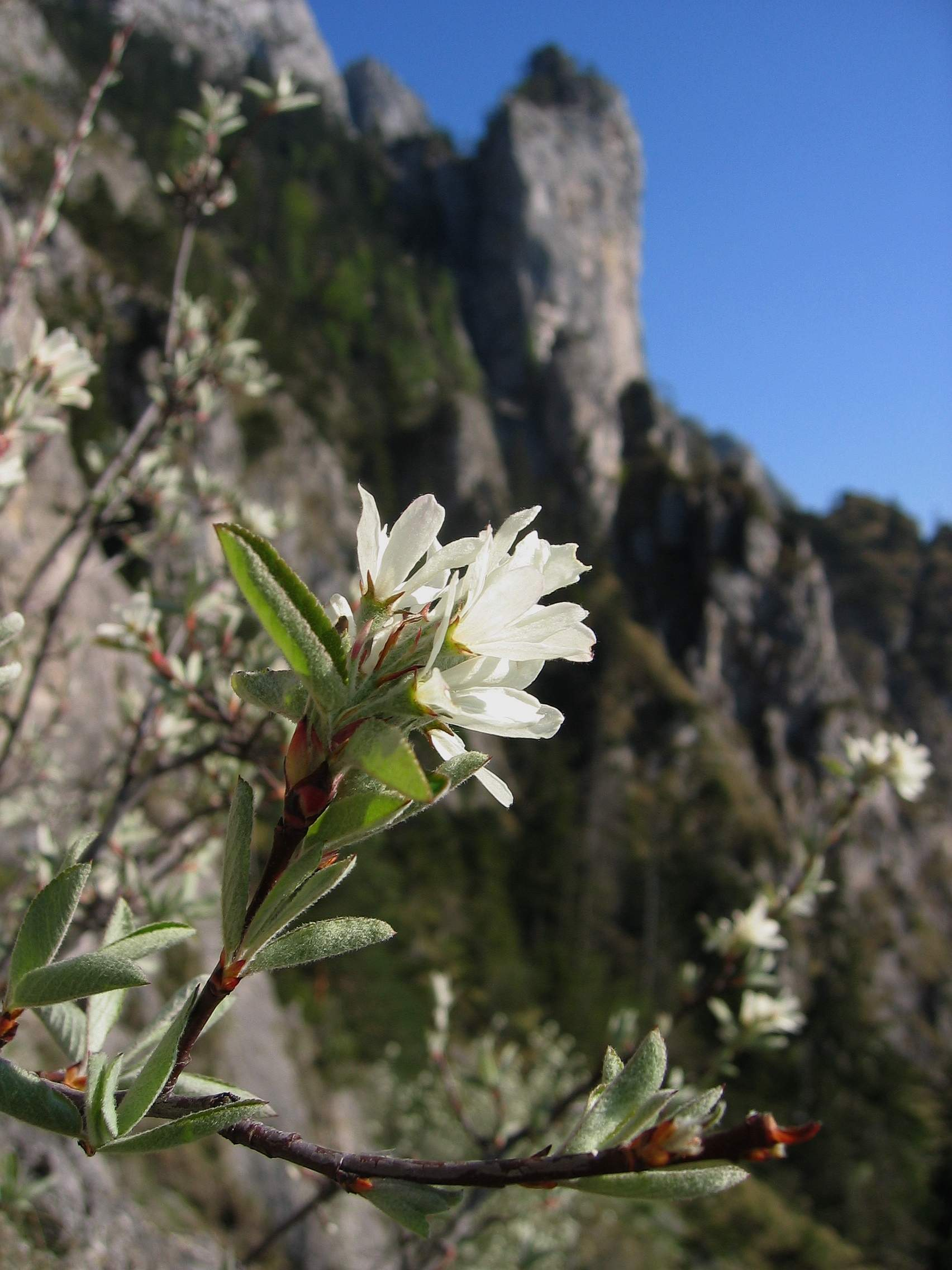

É um arbusto caducifólio que alcança una altura de 1 a 4 metro. Os ramos são flexíveis e resistentes, procumbentes  e tortuosas nos espécimes que se encontram em fragas secas de corte pardacento-avermelhado. As ramadas mais jovens são densamente flocoso-tomentosas no inverno, tornando-se depois glabras.
As folhas são de formato ovalado, arredondadas ou obovadas, com uma margem fina e geralmente serrada e ápice obtuso ou retuso. A face da folha é glabra, ao passo que o reverso da folha é flocoso e esbranquiçado. O pecíolo é flocoso-tomentoso. As estípulas são linear-triangulares, de coloração pardacenta-avermelhada ou pardacenta-esverdeada.
A inflorescência ocorre em panículas, de 2 a 10 flores brancas, as quais florescem entre abril e maio. As bracteas e bracteolas são de uma tonalidade pardacenta-avermelhada. O receptáculo das flores é campanulado e tomentoso. As sépalas mostram-se flocoso-tomentosas e são de formato linear-triangular. As pétalas são oblongo-espatuladas, têm um ápice obtuso, com uma face de coloração ebúrnea. Os estames são amarelentos e glabros.
Os frutos são drupas globosas comestíveis, de cor azul a preto. O fruto, apesar do sabor pouco apetecível, é comestível.

## Propriedades
A medicina tradicional atribui à infusão da casca com bicarbonato de sódio, propriedades como hipotensor, diurético, colerético, adstringente e anti-inflamatório. Às folhas são atribuídas propriedades hipotensoras e antipiréticas; a seiva é usada como diurético e anti-reumático

## Taxonomia
Amelanchier ovalis foi descrita por Friedrich Kasimir Medikus e publicado em Geschichte der Botanik unserer Zeiten 79, no  ano de 1793

## Citologia
O número de cromossomas de Amelanchier ovalis (Fam. Rosaceae) e táxones infraespecíficos:
Amelanchier ovalis Medik. = 2n=68. Amelanchier ovalis subsp. ovalis Medik. = 2n=34.

## Subespécies e variedades
- Amelanchier ovalis Medik. subsp. ovalis.
  - Amelanchier ovalis var. cretica (Willd.) Fiori
  - Amelanchier ovalis var. libanotica Browicz
  - Amelanchier ovalis var. rhamnoides (Litard.) Briq.
  - Amelanchier ovalis var. semiintegrifolia Hook.
  - Amelanchier ovalis var. semiserrata C.Presl
  - Amelanchier ovalis var. willdenoviana M.Roem.
    - Amelanchier ovalis subvar. comafredensis O.Bolòs & Vigo
- Amelanchier ovalis Medik. subsp. embergeri Favarger & Stearn

## Sinonímia
- Amelanchier amelanchier  (L.) H.Karst.
- Amelanchier rotundifolia Lam. ex K.Koch
- Amelanchier rupestris Bluff & Fingerh.
- Amelanchier vulgaris var. integrifolia Marcet
- Amelanchier vulgaris var. microphylla R.Uechtr.
- Amelanchier vulgaris var. zapateri Pau
- Amelanchier vulgaris Moench
- Amelanchus ovalis (Medik.) T.Müll. ex Vollm.
- Aronia amelanchier (L.) Dumort.
- Aronia rotundifolia Lam. ex Pers.
- Crataegus amelanchier (L.) Desf.
- Crataegus rotundifolia Lam.
- Mespilus amelanchier L.
- Pyrenia amelanchier (L.) Clairv.
- Pyrus amelanchier (L.) Du Roi
- Pyrus sanguisorbifolia Stokes
- Sorbus amelanchier (L.) Crantz[10]